# Mark Diemers
Mark Diemers (Groninga, 11 ottobre 1993) è un calciatore olandese, centrocampista del Cambuur.

## Carriera
Dopo aver giocato nelle giovanili del Groningen, nel 2012 è acquisto dall'Utrecht che lo gira immediatamente in prestito al Cambuur, in Eerste Divisie. Qui esordisce in prima squadra e contribuisce alla vittoria in campionato e al raggiungimento della Eredivisie.
Tornato all'Utrecht ha esordito in Europa League nella sconfitta contro il Differdange 03 il 18 luglio 2013; in seguito ha fatto il suo esordio anche in Eredivisie nella seconda giornata disputata l'11 agosto 2013, proprio contro il Groningen, entrando nei minuti finali al posto di Johan Mårtensson.
Nel gennaio 2016 è passato al De Graafschap in prestito.
Dopo due buone stagioni al Fortuna Sittard, nel giugno 2020 viene acquistato dal Feyenoord per 1.200.000 euro.

## Palmarès
- Eerste Divisie: 1

Cambuur: 2012-2013